# Distrito histórico de Agaña
Distrito histórico de Agaña /en idioma chamorro: Hagåtña -antes Agana-), de Guam es un distrito histórico de 0,81 ha que fue inscrito en el Registro Nacional de Lugares Históricos de los Estados Unidos en 1985. Incluye cinco edificios colaboradores: las casas Calvo-Torres, Rosario, Martínez-Notley, Luján y León Guerrero. El área está aproximadamente delimitada por las calles 2ª S., 3ª S. y 9ª W., Santa Cruz y Legaspi en Agaña.
Las casas Calvo-Torres y Martínez-Notley son las residencias privadas más antiguas que se conservan en Guam. El conjunto de estructuras son los edificios de hormigón más antiguos de Guam. Es el único grupo de casas que sobrevivió anteriores a la Segunda Guerra Mundial en Agaña, «el único fragmento que queda del viejo espacio urbano de Agana». Mientras que unas pocas estructuras individuales dispersas sobreviven, todo lo demás fue destruido por la Segunda Guerra Mundial, las termitas, los tifones Karen de 1962 y Pamela de 1976, y otras causas. También son importantes para la vinculación con la época colonial española y el uso de la madera de ifil antes de la deforestación de Guam.: 3 
- La Casa Calvo-Torres es la más antigua, esta parte está datada del año 1800. Tiene aproximadamente 16,6 por 17,6 metros (54 pies × 58 pies) de planta, tiene un marco de ifil, y está cubierto por tejas españolas originales más un tejado metálico posterior. La parte más antigua, construida de mampostería (coral mezclado con mortero de cal), albergaba una vez a un orfebre. Se agregó una cocina y, en los años veinte, una adición concreta.[2]

- Se cree que la Casa Rosario fue construida a finales del siglo XIX. Se trata de una estructura de 8,8 por 11,3 metros (29 pies × 37 pies) orientada al sur, de tipo «bodega de uno y medio».[2]: 6

- Parte de la Casa Martínez-Notley fue construida en 1826. William H. Notley se casó con la familia Martínez. La casa mide 20,9 por 15,5 metros (69 pies × 51 pies). Se la describe como de carácter general masivo, con «fuertes connotaciones españolas»; está rodeada en gran parte por muros de mampostería.[2]: 6–7

- La Casa León Guerrero es una casa de 17,7 por 12 metros (58 pies × 39 pies) iniciada en 1939, pero detenida por rumores de guerra, y luego utilizada como cuartel por el personal japonés durante la guerra, con almacenamiento para arroz en su nivel inferior. Habría sido destruida después de la guerra, pero su dueño, León Guerrero, se negó a desalojarla.[2]: 7

- La Casa Lujan figura por separado en el Registro Nacional como «Instituto de Guam». Fue construida por el carpintero y ebanista José Pangelinan Lujan, quien alquiló la casa y luego la habitó, hasta que se mudó de la casa en 1928. Lujan fue el propietario de la casa hasta 1969.[3][2]: 7